# 크렘 드 멘트
크렘 드 멘트(프랑스어: Crème de menthe, ‘민트 크림’이라는 뜻)는 달콤한 민트 향의 알코올 음료다. 시중에서는 무색(‘화이트’라고 불림)과 녹색 두 가지 버전으로 판매되며, 녹색은 민트 잎 자체의 색이거나, 잎 대신 추출물로 만들 경우 첨가된 색소로 표현된다. 두 가지 모두 맛은 거의 동일하며, 색상이 중요한 경우를 제외하면 요리나 음료에 자유롭게 호환해 사용할 수 있다. 일반적으로는 코르시카 민트나 페퍼민트를 곡물 알코올에 수 주간 우려낸 뒤, 여과하고 설탕을 더해 완성한다. 알코올 도수는 보통 25% 정도다.
크렘 드 멘트는 그래스호퍼, 스팅어 같은 칵테일의 재료로 사용되며, 식후주로도 제공된다. 민트 초콜릿 등의 요리에 향료로 쓰이기도 한다. 남아프리카의 인기 있는 슈터 칵테일인 스프링보키의 주재료 중 하나이기도 하다.

## 음악
러시아의 작곡가이자 지휘자인 세르게이 라흐마니노프는 평소 금주주의자였지만, 연주 전에는 크렘 드 멘트 한 잔이 긴장을 완화해주는 효과가 있다고 여겼다. 특히 기술적으로 매우 까다로운 《파가니니 주제에 의한 광시곡》의 제24변주곡을 연주하기 전에는 그렇게 했다. 그는 이 변주곡을 “크렘 드 멘트 변주”라는 별칭으로 부르기도 했다.

## 멘타
멘타는 스피어민트 오일 같은 천연 재료로 만든 달콤한 민트 리큐어다. 불가리아에서는 여름철에 즐겨 마시는 청량한 음료로 인기가 높다. 마스티카와 혼합해 만드는 전통 칵테일 “오블락”(Облак, 불가리아어로 ‘구름’)의 재료로도 쓰인다. 민트 잎 증류액을 바탕으로 만들며, 알코올 도수는 일반적으로 15~25%이고, 녹색 또는 무색(투명) 리큐어로 병에 담겨 판매된다.

## 같이 보기
- 불가리아 요리